# Постановление оргбюро ЦК ВКП(б) «О журналах „Звезда“ и „Ленинград“»
Постановление оргбюро ЦК ВКП(б) «О журналах „Звезда“ и „Ленинград“» — документ, принятый оргбюро ЦК ВКП(б) 14 августа 1946 года. Постановление затронуло судьбы отдельных периодических изданий, способствовало снятию Николая Тихонова с поста Председателя Правления Союза писателей СССР и исключению Анны Ахматовой и Михаила Зощенко из Союза писателей СССР, вызвало широкий общественный резонанс. В 1988 году оно было признано ошибочным и отменено.

## Предыстория
По данным исследователей, выходу постановления предшествовал ряд мероприятий, связанных с надзором за идеологической направленностью советских периодических изданий. Так, в 1943 году было принято постановление секретариата ЦК ВКП(б) «О контроле над литературно-художественными журналами». В течение двух следующих лет внимание цензоров и партийных идеологов привлекли журнал «Знамя», опубликовавший повесть Андрея Платонова «Оборона Семидворья», поэму Евгения Долматовского «Вождь», рассказы Виктора Шкловского, и журнал «Октябрь», напечатавший автобиографическое произведение Михаила Зощенко «Перед восходом солнца». В августе 1945 года заместитель начальника управления пропаганды и агитации ЦК ВКП(б) Александр Еголин направил докладную записку секретарю ЦК Георгию Маленкову, в которой указал, что на страницах журнала «Звезда» появились «проникнутые мотивами страдания» стихи Ольги Берггольц, Владимира Лившица, Михаила Дудина, а «Знамя» стало площадкой для произведения Александра Межирова, в котором «настойчиво повторяется» одна и та же тема: «В каком сражении я умру?»
В апреле 1946 года прошло заседание оргбюро, рассмотревшее вопрос о деятельности управления пропаганды. Иосиф Сталин, выступавший на этом мероприятии, сказал, что худшими советскими журналами являются «Новый мир» и «Звезда». Через несколько дней состоялось совещание идеологических работников; на нём секретарь ЦК ВКП(б) Андрей Жданов сообщил, что ряд критиков находится «на попечении у тех писателей, которых они обслуживают». Для формирования объективной картины следует привлечь к работе с управлением пропаганды «лиц, которых не стыдясь можно было бы выпустить на арену, и они будут властителями дум наших литераторов», отметил Жданов.
Реагируя на эти выступления, бюро Ленинградского горкома в июне 1946 года поменяло руководящий состав «Звезды»; ответственным редактором был назначен писатель Пётр Иосифович Капица, так и не приступивший к работе; одним из членов редколлегии стал Михаил Зощенко. Месяц спустя на страницах этого журнала был опубликован его детский рассказ «Приключения обезьяны», повествующий об убежавшей из зоосада мартышке и ранее уже печатавшийся в «Мурзилке». Автор произведения, по данным исследователей, не использовал своего «служебного положения»: июльский номер «Звезды» был скомпонован и подготовлен к печати прежним редактором издания.
Затем Жданову поступила докладная записка «О неудовлетворительном состоянии журналов „Звезда“ и „Ленинград“» от 7 августа 1946 года. Её авторы — начальник управления пропаганды и агитации ЦК Георгий Александров и его заместитель Александр Еголин — подготовили разбор «идеологически вредных и в художественном отношении очень слабых произведений», публиковавшихся в этих изданиях в течение двух лет. В их поле зрения попало «полное пессимизма» стихотворение Анны Ахматовой «Вроде монолога», в котором «действительность представляется мрачной, зловещей». Рассказ Зощенко «Приключения обезьяны» был расценён Александровым и Еголиным как «порочное, надуманное произведение»: «В изображении Зощенко советские люди очень примитивны. Автор оглупляет наших людей». В записке были также упомянуты «насыщенные чувством безысходной тоски» стихи Ильи Садофьева и «малохудожественные, идейно порочные» произведения Сергея Варшавского, Михаила Слонимского, Ильи Сельвинского и других писателей и поэтов. В конце документа указывалось, что необходимо заменить состав редколлегии «Звезды», а существование журнала «Ленинград» «признать нецелесообразным».
Через два дня, 9 августа, партийные руководители Ленинграда присутствовали на заседании оргбюро ЦК ВКП(б); на это мероприятие были приглашены и представители редколлегий толстых и тонких журналов. Редактору «Ленинграда» Борису Лихареву задавали вопросы о том, каким образом на страницы его издания попали утверждённый Главреперткомом пародийный «эстрадный номер» Аркадия Райкина и произведения Зощенко; ответственного редактора «Звезды» Виссариона Саянова спрашивали по поводу «Приключений обезьяны». Судя по стенограмме, Сталин объяснял, что «это же пустейшая штука, ни уму, ни сердцу ничего не дающая». Как вспоминал впоследствии Пётр Иосифович Капица, в перерыве к редакторам подошёл первый секретарь Ленинградского горкома Алексей Кузнецов; пытаясь подбодрить земляков, он сказал Саянову: «Держи голову выше!»
Непосредственно перед выходом постановления 2-е Главное управление Министерства государственной безопасности подготовило справку о Зощенко. В ней прослеживалась биография писателя, который в 1915 году ушёл из университета на фронт, был ранен, с 1921 года начал писать рассказы. По словам составителя справки Шубнякова, Зощенко в частных беседах нередко «высказывал враждебное отношение к советской цензуре, жаловался на невозможность заниматься творческой работой». Автор документа обратил внимание на критические реплики писателя по поводу отсутствия свободы творчества, а также его склонность к пацифистским настроениям, которые просматриваются в таких рассказах, как «Стратегическая задача» и «Щи». Кроме того, в справке были названы имена литераторов, входящих в «ближний круг» Зощенко, — речь шла о Михаиле Слонимском, Вениамине Каверине, Николае Никитине.

Творчество Зощенко в последний период времени ограничивается созданием малохудожественных комедий, тенденциозных по своему содержанию: «Парусиновый портфель», «Очень приятно».— Из справки 2-го Главного управления МГБ СССР

## Текст постановления
Постановление оргбюро ЦК ВКП(б), принятое 14 августа 1946 года, состояло из преамбулы и тринадцати директивных пунктов. Во вступительной части говорилось о неудовлетворительной деятельности журналов «Звезда» и «Ленинград», указывалось на недопустимость предоставления страниц «таким пошлякам и подонкам литературы, как Зощенко» — автору «омерзительной вещи» под названием «Перед восходом солнца», и Ахматовой, являющейся «типичной представительницей чуждой нашему народу пустой безыдейной поэзии». Согласно постановлению, редакторы этих изданий Саянов и Лихарев не справились с «возложенным делом», а Ленинградский горком «проглядел крупнейшие ошибки журналов». Кроме того, претензии были предъявлены газете «Ленинградская правда», напечатавшей «подозрительно хвалебную» статью писателя Юрия Германа о литературной деятельности Зощенко.
В директивной части речь шла о необходимости пресечь появление произведений Зощенко и Ахматовой в «Звезде», о смене руководства (главным редактором этого издания был назначен Александр Еголин), а также закрытии журнала «Ленинград». В засекреченной части документа, не подлежащей публикации, был объявлен выговор второму секретарю Ленинградского горкома Якову Капустину, включившему в редколлегию «Звезды» Капицу и Зощенко (в 1950 году Якова Фёдоровича расстреляли). Секретарь по пропаганде Ленинградского горкома Иван Широков был уволен, редактор «Ленинграда» Борис Лихарев получил выговор. В постановлении указывалось, что персональную ответственность за идеологическую направленность в «Звезде» несёт первый секретарь Ленинградского обкома и горкома Пётр Попков (впоследствии расстрелян). Общий контроль за выполнением предписаний возлагался на Георгия Александрова; Жданову надлежало выехать в Ленинград «для разъяснения настоящего постановления ЦК ВКП(б)».

## Выступления Жданова

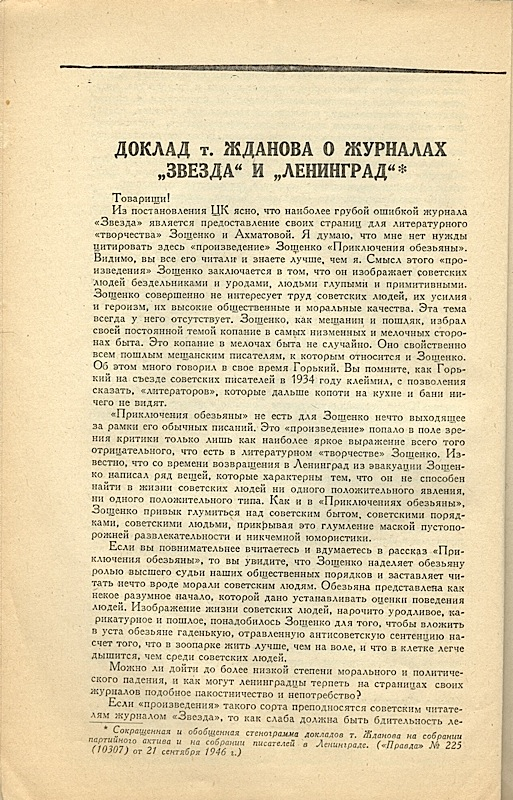
Доклад А. А. Жданова

В последующие дни — 15 и 16 августа — прибывший в Ленинград Жданов выступил сначала на собрании партийного актива в Смольном, затем — на общегородском собрании писателей и издательских работников. Стенографическая запись сохранила речи участников второго из упомянутых мероприятий. Так, Виссарион Саянов сообщил, что рассказ Зощенко показался ему смешным произведением, поэтому он допустил «Приключения обезьяны» в печать. Сотрудник «Звезды» Александр Прокофьев назвал включение Зощенко в состав редколлегии журнала ошибкой, а Ахматову — поэтессой, «у которой в силу разных причин поворота к актуальным темам нет». По словам прозаика Григория Мирошниченко, Зощенко «окончательно отплыл к чужому берегу».

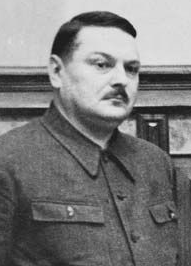
Андрей Жданов

Обобщённая стенограмма двух выступлений Жданова была напечатана в газете «Правда» 21 сентября. За два дня до публикации Сталин передал ему короткую записку, в которой назвал доклад превосходным: «Надо поскорее сдать его в печать, а потом ещё выпустить в виде брошюры. Мои поправки смотри в тексте». В правдинской публикации отмечалось, что рассказ «Приключения обезьяны» отравлен «ядом зоологической враждебности к советскому строю»; в повести «Перед восходом солнца», по словам Жданова, Зощенко изобразил «людей и самого себя как гнусных похотливых зверей». Творчество Ахматовой было расценено докладчиком как «поэзия взбесившейся барыньки, мечущейся между будуаром и моленной»:

Основное у неё — это любовно-эротические мотивы, переплетённые с мотивами грусти, тоски, смерти, мистики, обречённости. Чувство обречённости, мрачные тона предсмертной безнадёжности, мистические переживания пополам с эротикой — таков духовный мир Ахматовой.

## Обвинения против Тихонова
Литературовед Михаил Эльзон приводит свидетельства того, что кампания против журналов «Звезда» и «Ленинград» была направлена по существу против тогдашнего Председателя Правления Союза писателей СССР Николая Тихонова и имела главной своей целью его смещение с этого поста, что в итоге и произошло.
В свете этого выбор объектов для нападок в лице именно Ахматовой и Зощенко не выглядит случайным совпадением. Именно с ними Тихонова связывали добрые отношения.
Ещё в январе 1940 г. по предложению Тихонова Анна Андреевна была приглашена выступить в Академической капелле в Ленинграде. Так, благодаря этому предложению был разорван заговор молчания, существовавший вокруг Ахматовой в течение долгого времени.
С Зощенко Тихонова связывала личная дружба ещё со времен «Серапионовых братьев». Незадолго до событий вокруг журналов «Звезда» и «Ленинград» именно Михаил Михайлович был доверенным лицом кандидата в депутаты по Ленинграду Николая Семеновича Тихонова.

Об этом открытым текстом говорится в самом тексте Постановления:
ЦК устанавливает, что Правление Союза советских писателей и, в частности, его председатель т. Тихонов, не приняли никаких мер к улучшению журналов «Звезда» и «Ленинград» и не только не вели борьбы с вредными влияниями Зощенко, Ахматовой и им подобных несоветских писателей на советскую литературу, но даже попустительствовали проникновению в журналы чуждых советской литературе тенденций и нравов.
Тихонов не поддержал обвинения против Ахматовой и Зощенко, и тем самым вызвал недовольство Сталина.

## Последующие события

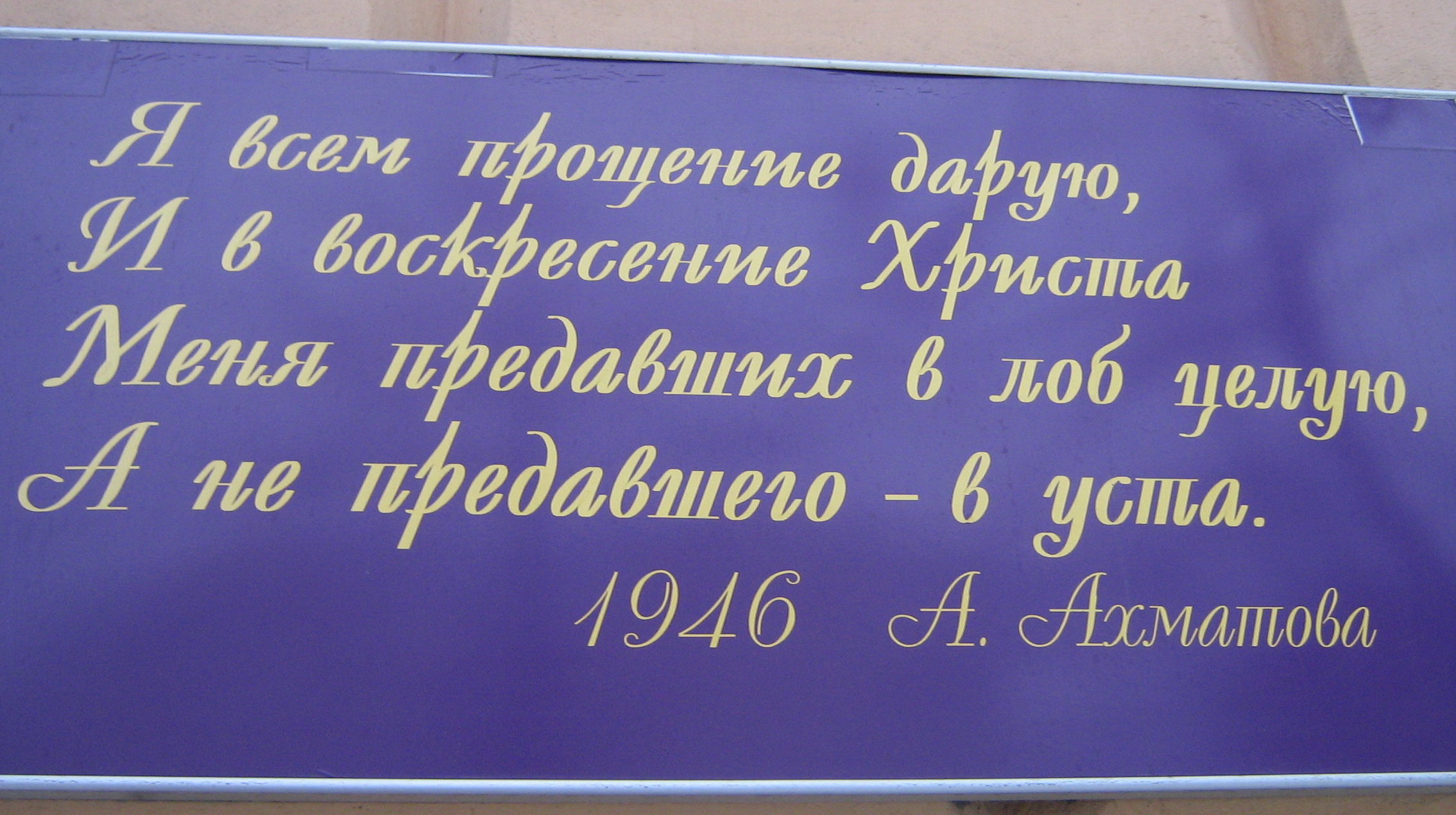
Фото из музея Анны Ахматовой

Постановление о ленинградских журналах было опубликовано в «Правде» 21 августа. Через две недели, 4 сентября, Союз писателей СССР исключил из своих рядов Зощенко и Ахматову как литераторов, «не соответствующих в своем творчестве требованиям Устава», согласно которому членство в организации возможно при условии «участия в социалистическом строительстве».Вместе с исключением из СП СССР Анна Андреевна, и Михаил Михайлович утратили право на получение рабочих продовольственных карточек. Но уже 29 сентября карточки им вернули «распоряжением сверху», в том числе и за прошедший месяц. Как вспоминал Лев Владимирович Горнунг: «Распоряжение не отлучать опальных писателей от „кормушки“, то есть не дать им умереть с голоду, поступило „сверху“. Как говорили люди знающие, — с самого верхнего верха. Документального подтверждения, что вернуть Ахматовой (и Зощенко тоже) продуктовые карточки распорядился сам Сталин, не имеется. Но слух такой был».
Как вспоминала позже актриса Нина Ольшевская, забравшая Ахматову в свой московский дом на Ордынке, некоторые знакомые, стремясь избежать встреч с опальной поэтессой, при её появлении на улице переходили на противоположную сторону. В то же время часть представителей интеллигенции открыто поддерживала Ахматову; в их числе — литературовед Ирина Томашевская, лермонтовед Эмма Гернштейн, поэты Ольга Берггольц и Борис Пастернак, писатель Виктор Ардов и некоторые другие.
Подобное произошло и с Зощенко. Как вспоминал впоследствии Леонид Утёсов слова Зощенко: «Мне теперь никто не звонит. Когда я встречаю знакомых на улице, некоторые из них, проходя мимо меня, разглядывают вывески на Невском так внимательно, будто видят их впервые. А недавно я столкнулся в переулке с писателем, хорошо знакомым, и поздоровался с ним. Автоматически. Тот на мгновение остолбенел, потом стремглав перебежал на другую сторону с криком: „Не погуби! Я не знаю тебя!“ Со мной теперь опасно водить знакомство».С другой стороны имеются свидетельства, что Николай Тихонов продолжал поддерживать Зощенко не только морально, но и материально в эти самые трудные для него годы.
В первые же дни после обнародования текста постановления вышел приказ Уполномоченного Совета министров СССР по охране военных и государственных тайн в печати. Первый параграф этого документа касался изъятия из книготорговой сети и всех библиотек страны «Приключений обезьяны» Михаила Зощенко; второй пункт предписывал «приостановить производство и распространение» стихотворных сборников Анны Ахматовой. Позже, уже в ноябре, цензура предъявила претензии к диафильму «Галоши и мороженое» по сценарию Зощенко. В заключении цензора указывалось, что в этом экранном шоу и дети, и взрослые предстают безнравственными людьми, советская действительность изображается карикатурно, а сам диафильм является пошлым, поэтому плёнка подлежит изъятию.
Николай Тихонов, отказавшийся поддержать обвинения против Михаила Зощенко и Анны Ахматовой, был снят с поста Председателя Правления Союза писателей СССР. Его место занял Александр Фадеев.
В начале сентября в партийных организациях Ленинграда прошло более пятидесяти закрытых собраний, посвящённых постановлению. Как свидетельствуют отчёты, представленные в вышестоящие инстанции, выступающие требовали ответить на вопросы, все ли книги Зощенко и Ахматовой вынесены из библиотек, какое наказание ждёт сотрудников радио и организаторов эстрадных мероприятий, разрешавших включать в программы чтение произведений этих авторов, почему так долго разрешали «печатать пошлые произведения, портить бумагу» (реплика мастера одного из предприятий Московского района). По словам исследователя Вениамина Иофе, «кампания по травле Зощенко и Ахматовой перешла в идеологическую „массовку“». Год спустя отдел пропаганды и агитации подготовил справку в том, что «вредное влияние Зощенко и Ахматовой успешно преодолевается… Проявление богемы, беспринципных склок и приятельских отношений стали единичными и не влияют на общее направление деятельности писательской организации».
Постановление затронуло и судьбы тех писателей и поэтов, чьи фамилии вскользь прозвучали либо в самом документе, либо в докладах Жданова, — речь идёт о Юрии Германе, Геннадии Горе, Александре Хазине, Владимире Орлове, отлучённых от литературы. Михаил Слонимский, произведения которого отказывались печатать все ленинградские издания, переехал в Москву и жил в разлуке с семьёй в течение семи лет. По словам Константина Симонова, «мы все упомянуты в этом постановлении, даже если там нет наших имён».

## Отмена постановления
Осенью 1988 года газета «Правда» сообщила, что Политбюро ЦК КПСС признало постановление «О журналах „Звезда“ и „Ленинград“» от 14 августа 1946 года ошибочным, «искажающим принципы работы с творческой интеллигенцией», и отменило его. По словам историка цензуры Арлена Блюма, в прежние годы власть не желала слышать аргументы о необходимости «реабилитировать» ленинградские журналы: «До этого на все доводы… следовал исчерпывающий и не оставлявший никаких надежд ответ: „Постановления ЦК пока ещё никто не отменял“».